# بودیل رویسته
بودیل رویسته (انگلیسی: Bodil Ryste؛ زادهٔ ۲۶ ژوئیهٔ ۱۹۷۹) اهل نروژ است.